# Ftanite

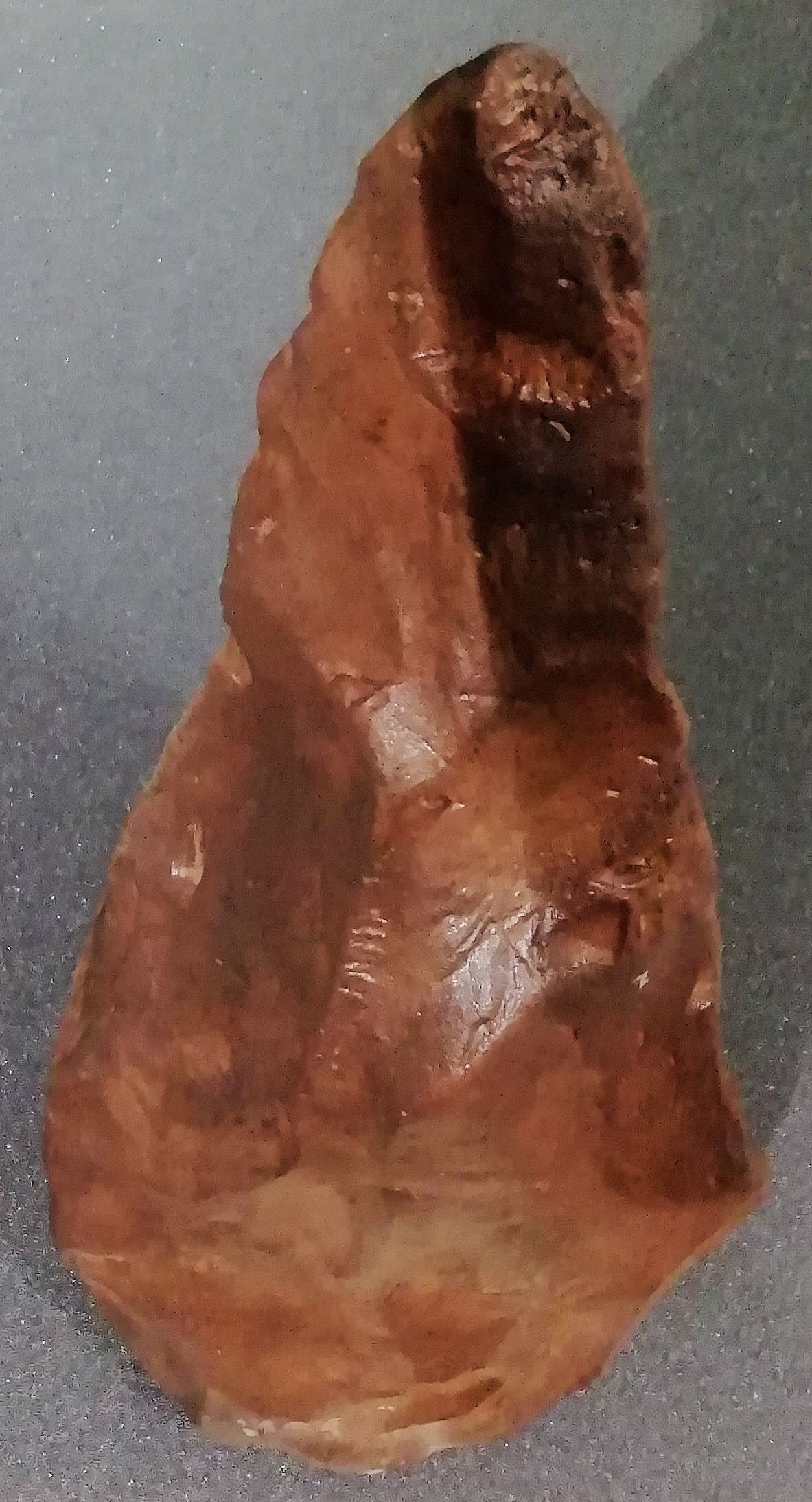
Amigdala in ftanite trovata da Luigi Fantini nel 1955 nel greto dell'Idice in frazione Borgatella.

La ftanite, dal gr. phtheíro (consumarsi), è una roccia sedimentaria di natura silicea, organogena, del tipo della radiolarite.
È costituita da una grana fine o molto fine e caratterizzata dalla notevole compattezza e durezza. I costituenti sono sostanzialmente a base di silice opalina e derivano da scheletri di radiolari fossili, con impurità diverse.
La roccia è di colore variabile, spesso vivace, molto spesso scuro e nerastro e si può facilmente tagliare in piastre tanto da essere talvolta adoperata per ricavare pietre d'ornamento. In epoca preistorica era utilizzata per la produzione di utensili come chopper.